# Armand Rassenfosse

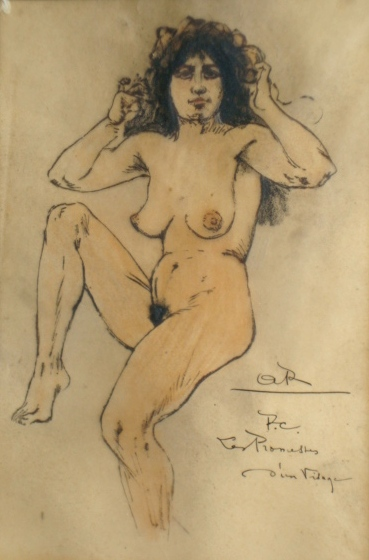
Illustration zu Les Promesses d'un visage von Baudelaire

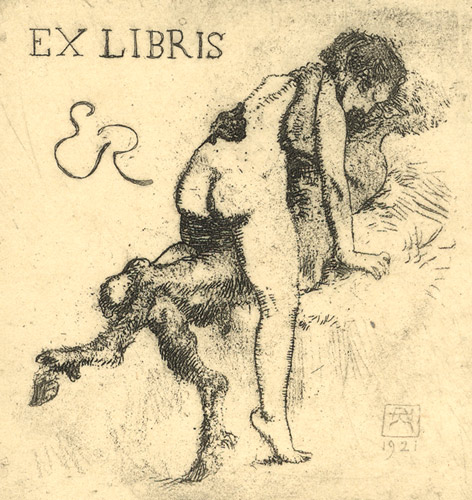
Von Rassenfosse gestaltetes erotisches Exlibris.

Armand Rassenfosse (* 6. August 1862 in Lüttich; † 28. Januar 1934 ebenda) war ein belgischer Grafiker, Buchillustrator und Maler.

## Leben
Armand Rassenfosse Vater war Antiquitätenhändler. Größtenteils im Selbststudium und gegen den Willen der Eltern begann er sich selbst Drucktechniken anzueignen. Ermutigung erhielt er durch Adrien De Witte, welcher ein Freund der Familie war. Bei einem Besuch seines Onkels in Namur, sah er das erste Mal Graphiken von Félicien Rops. Während einer Geschäftsreise für seine Eltern nach Paris, lernte er diesen 1886 kennen. Aus der Begegnung von Rops und Rassenfosse wurde eine langjährige Freundschaft und Arbeitsgemeinschaft. 1890 verließ er die elterliche Firma und begann als künstlerischer Mitarbeiter in einer Druckerei. Nach ersten Erfolgen als Illustrator, nahm er 1913 an der Weltausstellung in  Gent teil und wurde 1930 Mitglied der Académie royale de Belgique.

## Werk
Der experimentierfreudige und immer an der Vervollkommnung seiner grafischen Technik interessierte Rops fand in Rassenfosse einen aufgeschlossenen Schüler und Helfer. Zusammen mit Rassenfosse entwickelte Rops  in seinen letzten Jahren eine spezielle Form der Weichgrundätzung, die er „Ropsenfosse“ nannte. Er entwickelte sich zu einem anerkannten Graphiker und Illustrator, der freilich in Technik und Sujet weitgehend von Rops abhängig blieb. Sein Hauptwerk sind die Illustrationen zu Baudelaires Les Fleurs du Mal, ein Auftrag, den er durch Vermittlung von Rops vom Vorsitzenden  von Les Cent Bibliophiles, dem Pariser Verleger Eugen Rodriguez, erhielt. Das Werk erschien 1899 in einer Auflage von nur 130 Exemplaren und gilt als ein Meisterwerk der Buchillustration.